# Наступні Нюрнберзькі процеси

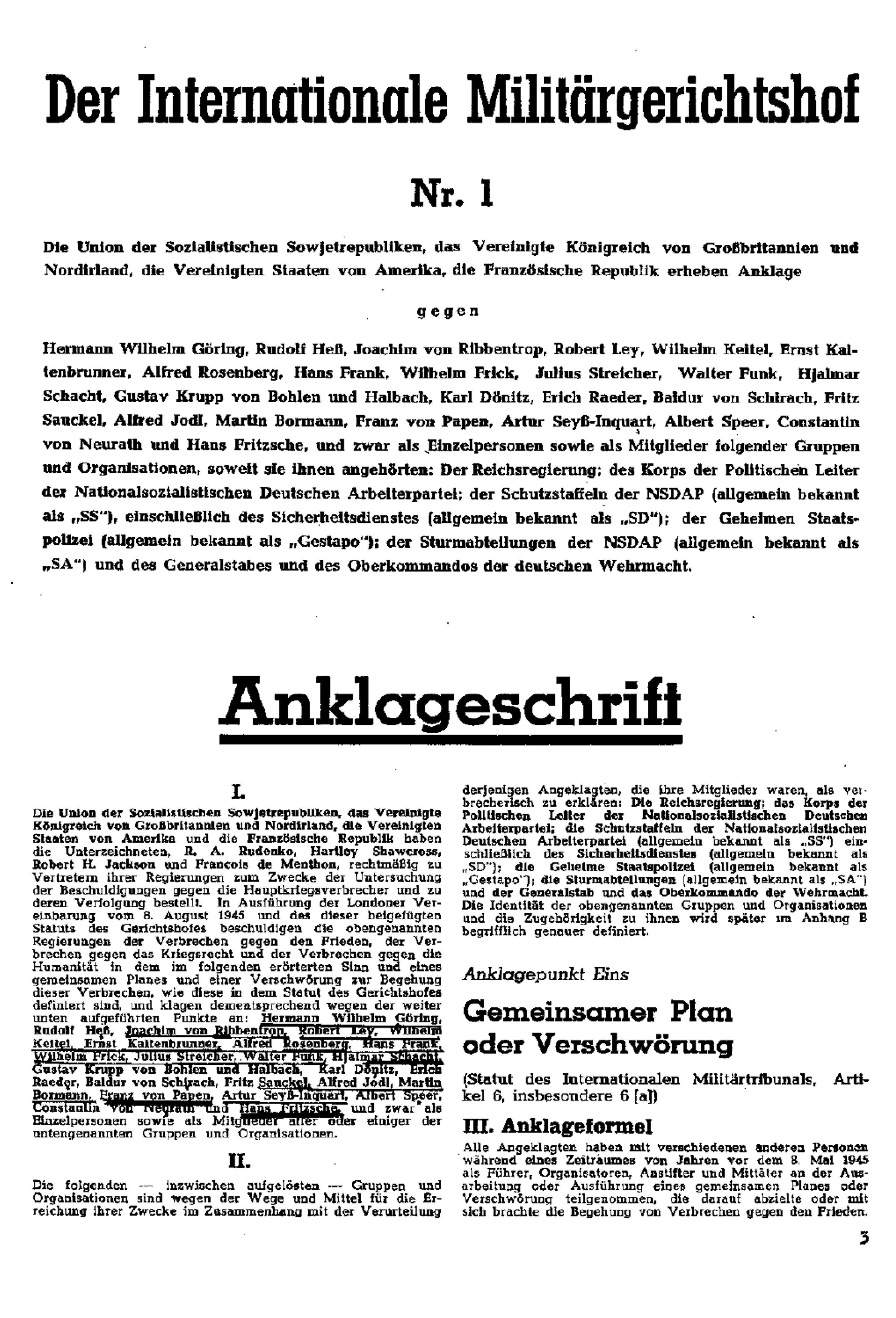
Обвинувальний висновок — Нюрнберг — Міжнародний військовий трибунал (1945)

Наступні (Малі) Нюрнберзькі процеси (англ. Subsequent Nuremberg trials) — цикл із 12 судових процесів (1946–1949), що проходив після головного Нюрнберзького процесу над керівництвом Третього рейху, над нацистськими діячами меншого масштабу.

## Особливості судочинства
На відміну від головного процесу, ці справи слухав не Міжнародний військовий трибунал, що представляв усіх 4 союзників, а "Нюрнберзький військовий трибунал ", створений лише військовим командуванням США згідно з правом, даним Контрольною комісією всім союзникам самостійно судити нацистів у межах своєї окупаційної зони (Нюрнберг входив до американської зони). Відповідно справи формулювалися у вигляді «Сполучені Штати проти…», а прокурори та слідчі також були американцями. Слухання з усіх справ відбувалися у тому самому Нюрнберзькому палаці правосуддя, як і головний процес.

## Дванадцять процесів
Процеси організовувалися відповідно до професійної та організаційної приналежності групи підсудних. Найвідомішим є суд над нацистськими лікарями ; увагу привернув також незвичайний у світовій історії суд, підсудними якого стали нацистські судді.
- Процес над нацистськими лікарями (США проти Карла Брандта) (Case I: Doctors trial).
  - Засуджено: до смертної кари — 7. До тюремного ув'язнення — 9. Виправдано — 7.
- Процес Ерхарда Мільха (США проти Ерхарда Мільха) (Case II: Milch trial)
  - Засуджено: до смертної кари — ні. До ув'язнення — 1. Виправдані — ні.
- Процес над нацистськими суддями (США проти Йозефа Альтштеттера) (Case III: Lawyers trial)
  - Засуджено: до смертної кари — ні. До тюремного ув'язнення — 10. Виправдано — 4.
- Процес у справі Головного адміністративно-господарського управління СС (США проти Освальда Поля) (Case IV: SS Central Economic and Administrative Office)
  - Засуджено: до смертної кари — 3 (2 замінено в'язницею). До тюремного ув'язнення — 12. Виправдано — 3.
- Нюрнберзький процес у справі Фрідріха Фліка (США проти Фрідріха Фліка) (Case V: Flick trial)
  - Засуджено: до смертної кари — ні. До ув'язнення — 3. Виправдані — 3.
- Процес IG Farben (США проти Карла Крауха) (Case VI: IG Farben trial)
  - Засуджено: до смертної кари — ні. До тюремного ув'язнення — 13. Виправдано — 10.
- Процес над генералами південно-східного фронту (США проти Вільгельма Ліста) (Case VII: Generals on southeastern front)
  - Засуджено: до смертної кари — ні. До ув'язнення — 8. Виправдані — 2.
- Процес у справі про расові злочини (США проти Ульріха Грейфельта) (Case VIII: Central Race and Settlement Office)
  - Засуджено: до смертної кари — ні. До ув'язнення — 13. Виправдані — 1.
- Процес у справі про айнзатцгруп (США проти Отто Олендорфа) (Case IX: Task forces)
  - Засуджено: до страти — 14 (9 замінено в'язницею). До тюремного ув'язнення — 8. Виправдані — ні.
- Процес у справі Альфріда Круппа (США проти Альфріда Круппа) (Case X: Krupp trial)
  - Засуджено: до смертної кари — ні. До ув'язнення — 11. Виправдані — 1.
- Процес у справі «Вільгельмштрассе» (США проти Ернста фон Вайцзеккера) (Case XI: Wilchelmstrasse trial)
  - Засуджено: до смертної кари — ні. До тюремного ув'язнення — 19. Виправдано — 2.
- Нюрнберзький процес у справі військового командування Німеччини (США проти Вільгельма фон Леєба) (Case XII: Wermacht High Command)
  - Засуджено: до смертної кари — ні. До ув'язнення — 11. Виправдані — 2[1].

## Підсумки та помилування
Загалом перед цими 12 процесами постало 185 обвинувачених, з яких 142 визнані винними. 24 засуджено до страти (помилувано 11, страчено 13), 20 — до довічного ув'язнення, 98 — до різних термінів, 35 — виправдано. Іншим 8 обвинуваченим вироки не були винесені з різних причин (визнані неосудними, за медичними показниками, померли до суду).
У 1951 багато засуджені цих процесах зазнали амністії чи його терміни були значно скорочені.

## У масовій культурі
- Суду над німецькими юристами в 1948 присвячений фільм «Нюрнберзький процес» (Judgment at Nuremberg, 1961)[2].